# Feed A
「Feed A」（フィードエー）は、OLDCODEXの楽曲。YORKE.が作詞、Ta_2が作曲を手掛けた。ユニットの11枚目のシングルとして2015年8月5日にLantisから発売された。

## 概要
前作『Lantana』から2ヶ月ぶりとなる2015年2作目のシングル。表題曲はテレビアニメ『ゴッドイーター』のオープニングテーマに起用された。通常盤と初回限定盤の2種類が発売され、初回限定盤には、A面曲のミュージックビデオとメイキング映像を収録したDVDが同梱された。
CDジャーナルは、「感情を吐き出すようなヴォーカルがアツい、ダークかつハードなロック・ナンバーの表題曲や、ラップやミクスチャー要素もあるカップリングなど多彩な一枚。」と評価している。

## シングル収録内容
| 全作詞: YORKE.。 |                   |           |           |        |      |
| #                | タイトル          | 作詞      | 作曲      | 編曲   | 時間 |
| 1.               | 「Feed A」        | YORKE.    | Ta_2      | 小山寿 | 4:25 |
| 2.               | 「Stained me」    | YORKE.    | Gz        | Gz     | 4:06 |
| 3.               | 「Where I Stand」 | YORKE.    | Ta_2      | eba    | 3:29 |
| 合計時間:        | 合計時間:         | 合計時間: | 合計時間: | 12:00  |      |

| #  | タイトル                           | 作詞 | 作曲・編曲 |
| -- | ---------------------------------- | ---- | ---------- |
| 1. | 「Feed A」(Music Video)            |      |            |
| 2. | 「Making of "Feed A" Music Video」 |      |            |